# Gobiinae

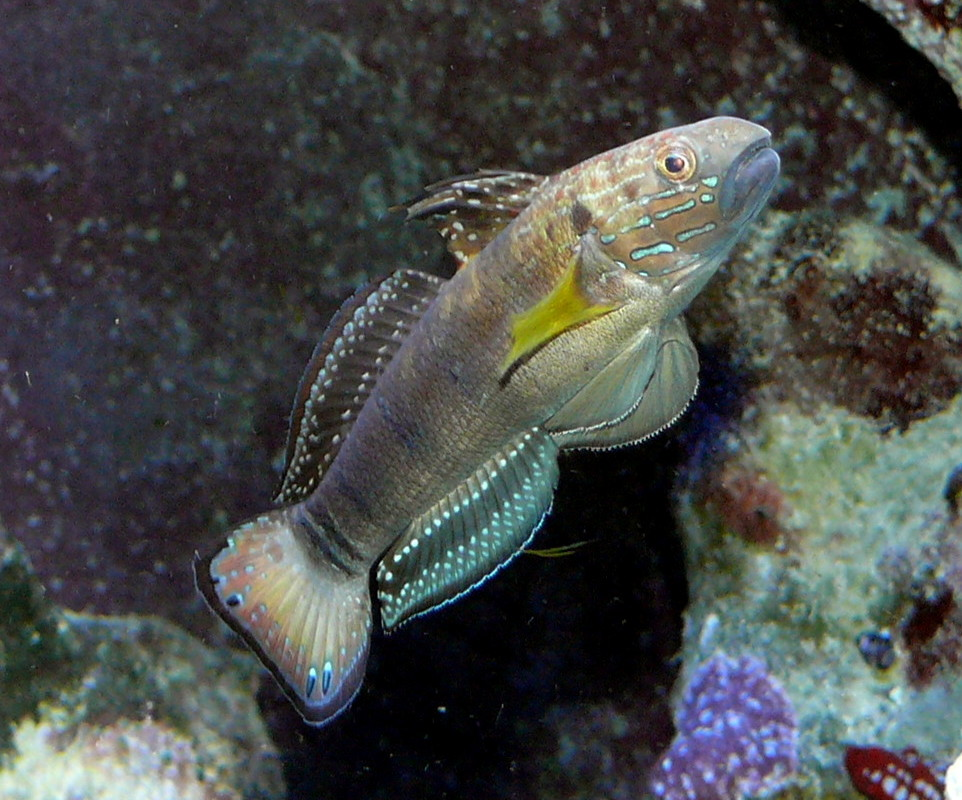
Amblygobius phalaena

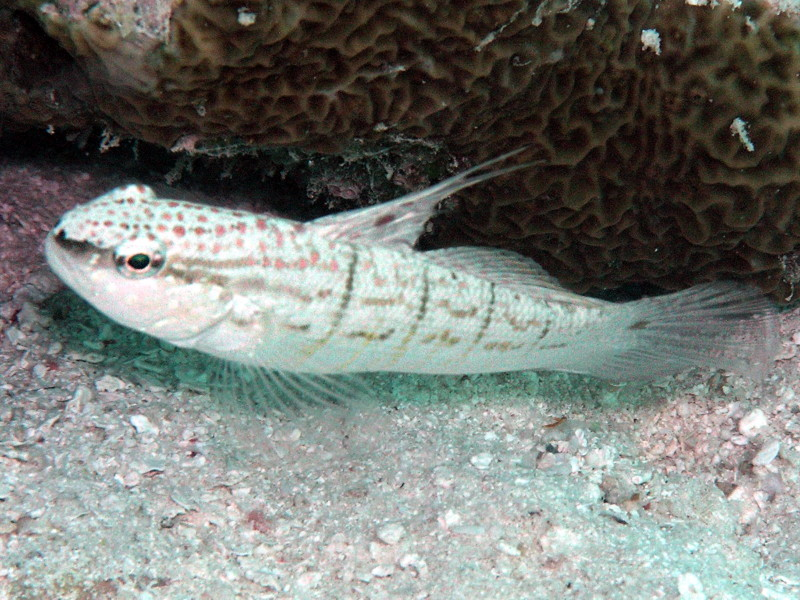
Amblyogobius semicinctus

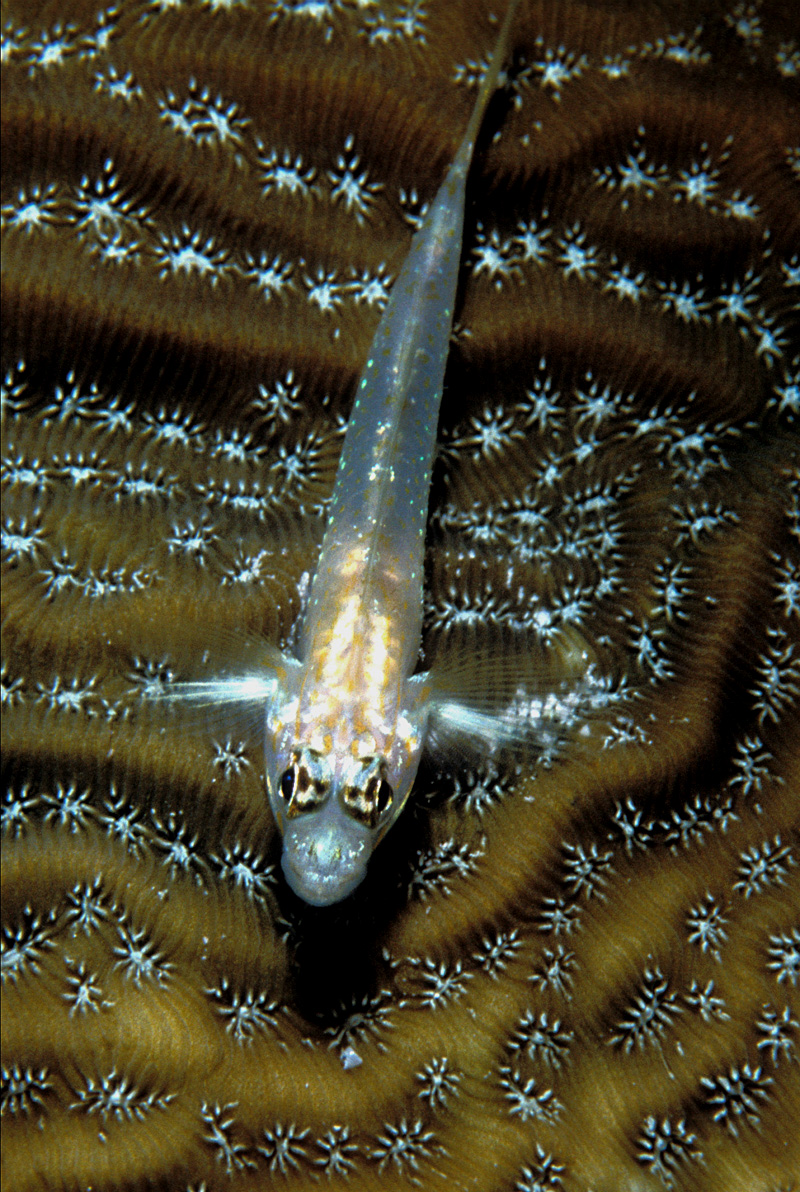
Coryphopterus glaucofraenum

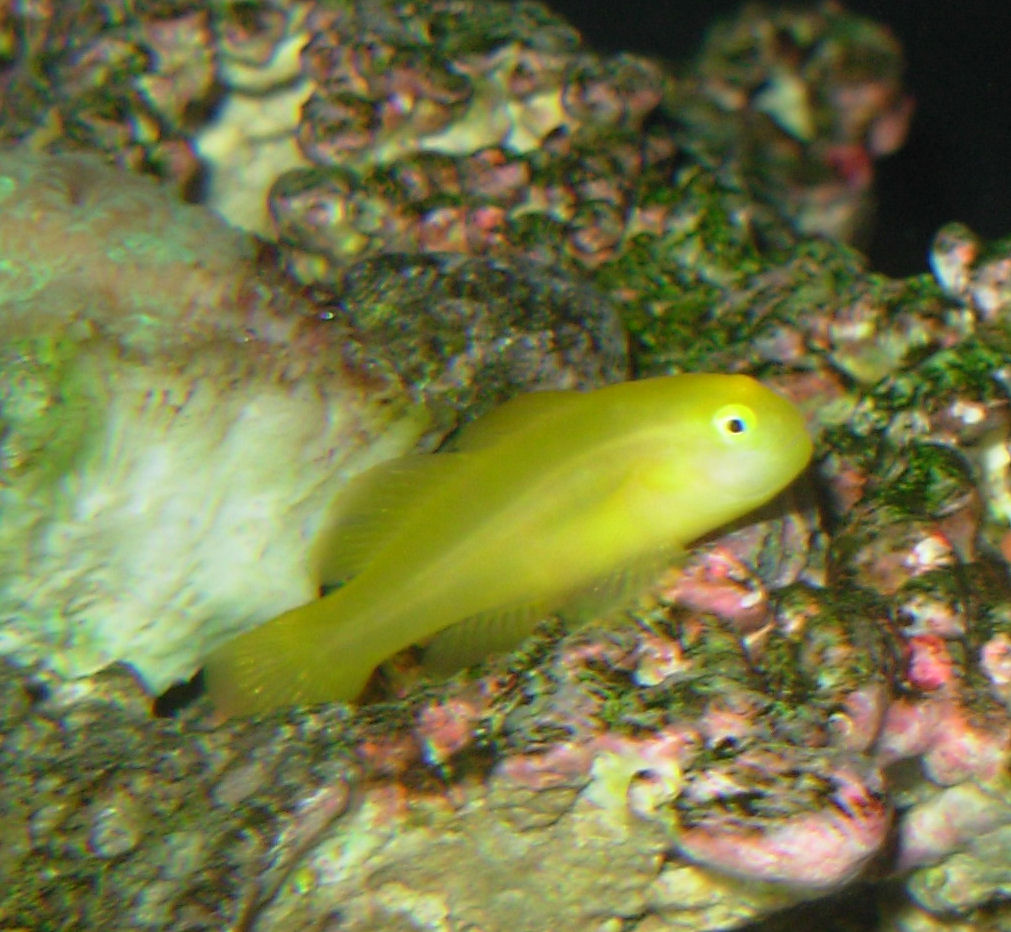
Gobiodon okinawae

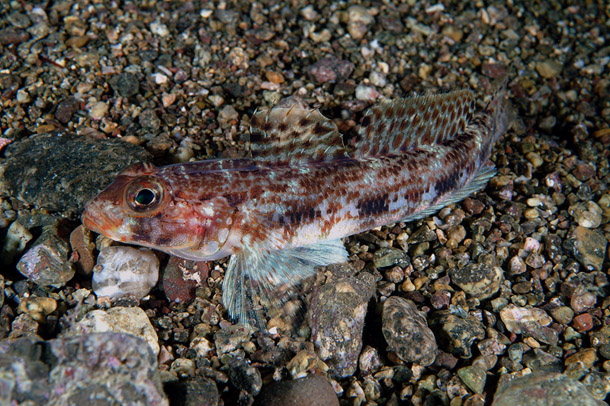
Gobius geniporus

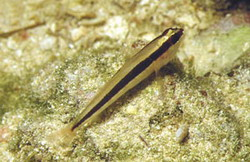
Gobius vittatus

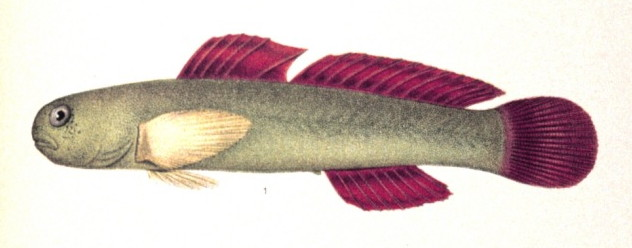
Kelloggella cardinalis

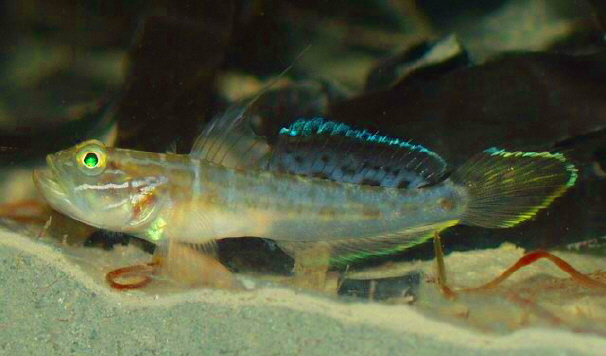
Microgobius gulosus

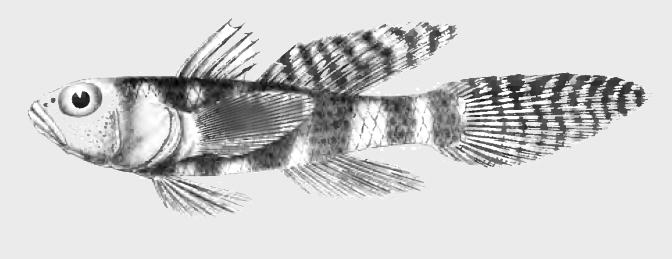
Obliquogobius cometes

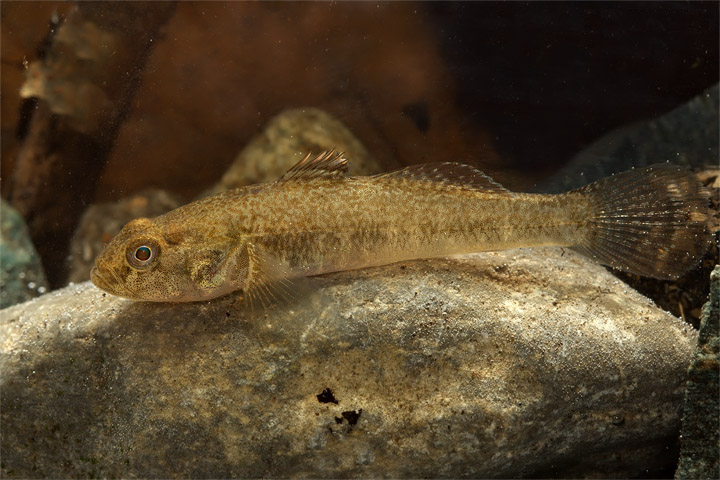
Padogobius bonelli

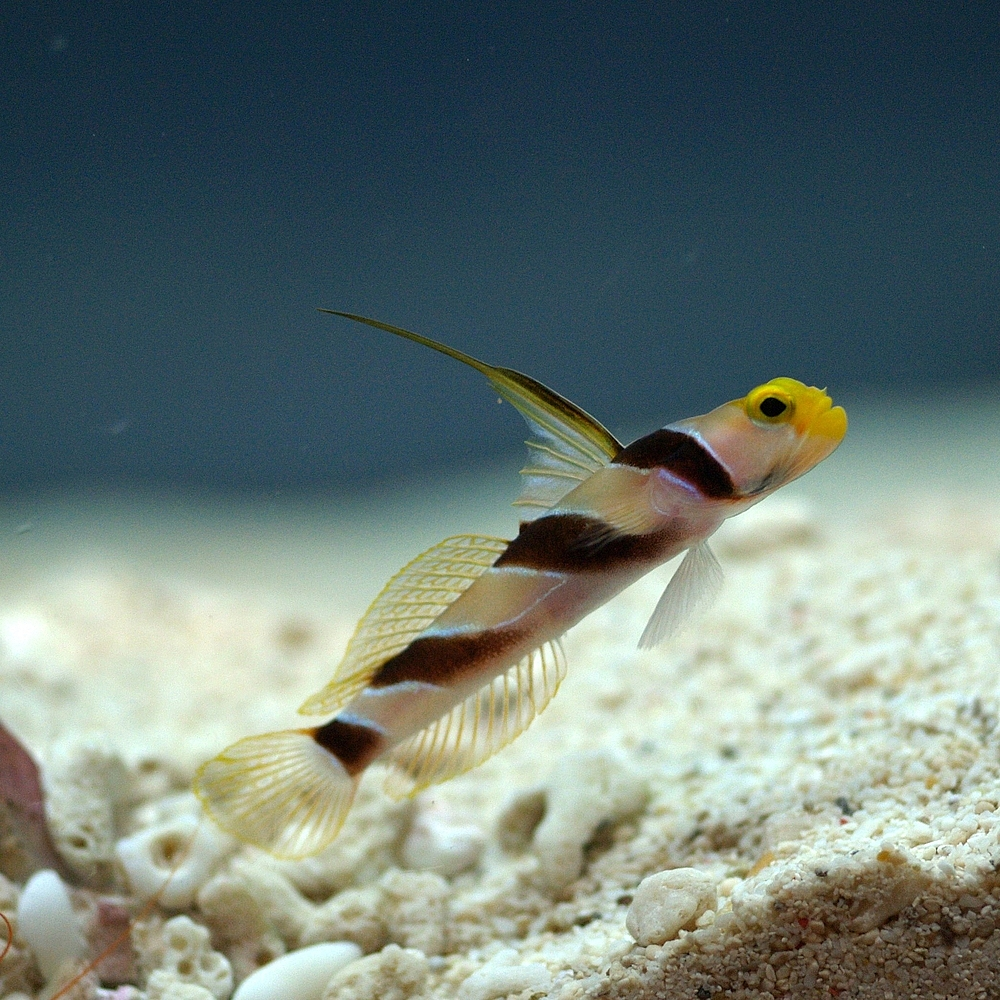
Stonogobiops nematodes

A Gobiinae a csontos halak (Osteichthyes) főosztályának sugarasúszójú halak (Actinopterygii) osztályába, ezen belül a sügéralakúak (Perciformes) rendjébe és a gébfélék (Gobiidae) családjába tartozó alcsalád.
A Gobiinae alcsaládba 153 nem és 1088 faj tartozik.

## Rendszerezés
Az alcsaládba az alábbi 153 nem tartozik:
- Aboma - 1 faj
  - Aboma etheostoma Jordan & Starks, 1895
- Acentrogobius Bleeker, 1874 - 20 faj
- Afurcagobius (H. S. Gill, 1993) - 2 faj
- Akko (Birdsong & Robins, 1995) - 3 faj
- Amblyeleotris Bleeker, 1874 - 38 faj
- Amblygobius Bleeker, 1874 - 14 faj
- Amoya (Herre, 1927) - 4 faj
- Ancistrogobius Shibukawa, Yoshino & Allen, 2010 - 4 faj
- Antilligobius - 1 faj
  - Antilligobius nikkiae Van Tassell & Colin, 2012
- Aphia (Risso, 1827) - 1 faj
  - Aphia minuta (Risso, 1810)
- Arcygobius Larson & Wright, 2003 - 1 faj
  - Arcygobius baliurus (Valenciennes, 1837)
- Arenigobius (Whitley, 1930) - 3 faj
- Aruma Ginsburg, 1933 - 1 faj
  - Aruma histrio (Jordan, 1884)
- Asterropteryx (Rüppell, 1830) - 8 faj
- Aulopareia Smith, 1945 - 4 faj
- Austrolethops Whitley, 1935 - 1 faj
  - Austrolethops wardi Whitley, 1935
- Barbulifer Eigenmann & Eigenmann, 1888 - 5 faj
- Barbuligobius Lachner & McKinney, 1974 - 1 faj
  - Barbuligobius boehlkei Lachner & McKinney, 1974
- Bathygobius Bleeker, 1878 - 28 faj
- Bollmannia Jordan in Jordan & Bollman, 1890 - 11 faj
- Bryaninops Smith, 1959 - 16 faj
- Buenia (Iljin, 1930) - 2 faj
- Cabillus Smith, 1959 - 6 faj
- Caffrogobius Smitt, 1900 - 7 faj
- Callogobius Bleeker, 1874 - 25 faj
- Chriolepis Gilbert, 1892 - 10 faj
- Chromogobius de Buen, 1930 - 3 faj
- Corcyrogobius Miller, 1972 - 2 faj
- Coryogalops Smith, 1958 - 9 faj
- Coryphopterus Gill, 1863 - 13 faj
- Cristatogobius Herre, 1927 - 5 faj
- Croilia Smith, 1955 - 1 faj
  - Croilia mossambica Smith, 1955
- Cryptocentroides Popta, 1922 - 3 faj
- Cryptocentrus Valenciennes in Cuvier & Valenciennes, 1837 - 36 faj
- Crystallogobius Gill, 1863 - 1 faj
  - Crystallogobius linearis (Düben, 1845)
- Ctenogobiops Smith, 1959 - 9 faj
- Deltentosteus Gill, 1863 - 2 faj
- Didogobius Miller, 1966 - 8 faj
- Discordipinna Hoese & Fourmanoir, 1978 - 2 faj
- Drombus Jordan & Seale, 1905 - 10 faj
- Ebomegobius Herre, 1946 - 1 faj
  - Ebomegobius goodi Herre, 1946
- Echinogobius Iwata, Hosoya & Niimura, 1998 - 1 faj
  - Echinogobius hayashii Iwata, Hosoya & Niimura, 1998
- Economidichthys Bianco, Bullock, Miller & Roubal, 1987 - 2 faj
- Egglestonichthys Miller & Wongrat, 1979 - 3 faj
- Ego Randall, 1994 - 1 faj
  - Ego zebra Randall, 1994
- Elacatinus Jordan, 1904 - 26 faj
- Eleotrica Ginsburg, 1933 - 1 faj
  - Eleotrica cableae Ginsburg, 1933
- Evermannia Jordan, 1895 - 4 faj
- Evermannichthys Metzelaar, 1919 - 5 faj
- Eviota Jenkins, 1903 - 91 faj
- Exyrias Jordan & Seale, 1906 - 5 faj
- Favonigobius Whitley, 1930 - 9 faj
- Feia Smith, 1959 - 4 faj
- Fusigobius Whitley, 1930 - 11 faj
- Gammogobius Bath, 1971 - 1 faj
  - Gammogobius steinitzi Bath, 1971
- Ginsburgellus Böhlke & Robins, 1968 - 1 faj
  - Ginsburgellus novemlineatus (Fowler, 1950)
- Gladiogobius Herre, 1933 - 3 faj
- Glossogobius Gill, 1859 - 28 faj
- Gobiodon Bleeker (ex Kuhl & van Hasselt), 1856 - 27 faj
- Gobiopsis Steindachner, 1861 - 14 faj
- Gobiosoma Girard, 1858 - 18 faj
- Gobius Linnaeus, 1758 - 28 faj
- Gobiusculus Duncker, 1928 - 1 faj 
  - Gobiusculus flavescens (Fabricius, 1779)
- Gobulus Ginsburg, 1933 - 4 faj
- Gorogobius Miller, 1978 - 2 faj
- Grallenia Shibukawa & Iwata, 2007 - 3 faj
- Gymneleotris Bleeker, 1874 - 1 faj
  - Gymneleotris seminuda (Günther, 1864)
- Hazeus Jordan & Snyder, 1901 - 3 faj
- Hetereleotris (Bleeker, 1874) - 17 faj
- Heterogobius Bleeker, 1874 - 1 faj
  - Heterogobius chiloensis (Guichenot, 1848)
- Heteroplopomus Tomiyama, 1936 - 1 faj
  - Heteroplopomus barbatus (Tomiyama, 1934)
- Hyrcanogobius Iljin, 1928 - 1 faj
  - Berg-géb (Hyrcanogobius bergi) Iljin, 1928
- Istigobius Whitley, 1932 - 10 faj
- Kelloggella Jordan & Seale in Jordan & Evermann, 1905 - 5 faj
- Knipowitschia Iljin, 1927 - 17 faj
- Koumansetta (Whitley, 1940) - 2 faj
- Larsonella Randall & Senou, 2001 - 1 faj
  - Larsonella pumila (Larson & Hoese, 1980)
- Lebetus Winther, 1877 - 2 faj
- Lesueurigobius Whitley, 1950 - 5 faj
- Lobulogobius Koumans in Blegvad & Løppenthin, 1944 - 3 faj
- Lophiogobius Günther, 1873 - 1 faj
  - Lophiogobius ocellicauda Günther, 1873
- Lophogobius Gill, 1862 - 3 faj
- Lotilia Klausewitz, 1960 - 2 faj
- Lubricogobius Tanaka, 1915 - 4 faj
- Luposicya Smith, 1959 - 1 faj
  - Luposicya lupus Smith, 1959
- Lythrypnus Jordan & Evermann, 1896 - 20 faj
- Macrodontogobius Herre, 1936 - 1 faj
  - Macrodontogobius wilburi Herre, 1936
- Mahidolia Smith, 1932 - 1 faj
  - Mahidolia mystacina (Valenciennes, 1837)
- Mangarinus Herre, 1943 - 1 faj
  - Mangarinus waterousi Herre, 1943
- Mauligobius Miller, 1984 - 2 faj
- Microgobius Poey, 1876 - 15 faj
- Millerigobius Bath, 1973 - 1 faj
  - Millerigobius macrocephalus (Kolombatovic, 1891)
- Minysicya Larson, 2002 - 1 faj
  - Minysicya caudimaculata Larson, 2002
- Myersina Herre, 1934 - 9 faj
- Nematogobius Boulenger, 1910 - 2 faj
- Nes Ginsburg, 1933 - 1 faj
  - Nes longus (Nichols, 1914)
- Nesogobius Whitley, 1929 - 4 faj
- Obliquogobius Koumans, 1941 - 6 faj
- Odondebuenia de Buen, 1930 - 1 faj
  - Odondebuenia balearica (Pellegrin & Fage, 1907)
- Ophiogobius Gill, 1863 - 1 faj
  - Ophiogobius jenynsi Hoese, 1976
- Oplopomops Smith, 1959 - 1 faj
  - Oplopomops diacanthus (Schultz, 1943)
- Oplopomus Valenciennes, (ex. Ehrenberg) 1837 - 2 faj
- Opua E. K. Jordan, 1925 - 1 faj
  - Opua nephodes E. K. Jordan, 1925
- Padogobius Berg, 1932 - 2 faj
- Palatogobius Gilbert, 1971 - 2 faj
- Palutrus Smith, 1959 - 4 faj
- Parachaeturichthys Bleeker, 1874 - 2 faj
- Paragobiodon Bleeker, 1873 - 6 faj
- Paratrimma Hoese & Brothers, 1976 - 2 faj
- Pariah Böhlke, 1969 - 1 faj
  - Pariah scotius Böhlke, 1969
- Parkraemeria Whitley, 1951 - 3 faj
- Parrella Ginsburg, 1938 - 5 faj
- Pascua J. E. Randall, 2005 - 2 faj
- Phoxacromion Shibukawa, Suzuki & Senou, 2010 - 1 faj
  - Phoxacromion kaneharai Shibukawa, Suzuki & Senou, 2010
- Phyllogobius Larson, 1986 - 1 faj
  - Phyllogobius platycephalops (Smith, 1964)
- Platygobiopsis Springer & Randall, 1992 - 3 faj
- Pleurosicya Weber, 1913 - 18 faj
- Polyspondylogobius Kimura & Wu, 1994 - 1 faj
  - Polyspondylogobius sinensis Kimura & Wu, 1994
- Pomatoschistus Gill, 1863 - 12 faj
- Porogobius Bleeker, 1874 - 1 faj
  - Porogobius schlegelii (Günther, 1861)
- Priolepis Valenciennes (ex Ehrenberg) in Cuvier & Valenciennes, 1837 - 34 faj
- Psammogobius Smith, 1935 - 2 faj
- Pseudaphya (Iljin, 1930) - 1 faj
  - Pseudaphya ferreri (de Buen & Fage, 1908)
- Psilogobius Baldwin, 1972 - 3 faj
- Psilotris Ginsburg, 1953 - 6 faj
- Pycnomma Rutter, 1904 - 2 faj
- Rhinogobiops Hubbs, 1926 - 1 faj
  - Rhinogobiops nicholsii (Bean, 1882)
- Risor Ginsburg, 1933 - 1 faj
  - Risor ruber (Rosén, 1911)
- Robinsichthys Birdsong, 1988 - 1 faj
  - Robinsichthys arrowsmithensis Birdsong, 1988
- Signigobius Hoese & Allen, 1977 - 1 faj
  - Signigobius biocellatus Hoese & Allen, 1977
- Silhouettea Smith, 1959 - 10 faj
- Siphonogobius Shibukawa & Iwata, 1998 - 1 faj
  - Siphonogobius nue Shibukawa & Iwata, 1998
- Speleogobius Zander & Jelinek, 1976 - 1 faj
  - Speleogobius trigloides Zander & Jelinek, 1976
- Stonogobiops Polunin & Lubbock, 1977 - 7 faj
- Sueviota Winterbottom & Hoese, 1988 - 4 faj
- Sufflogobius Smith, 1956 - 1 faj
  - Sufflogobius bibarbatus (von Bonde, 1923)
- Tasmanogobius Scott, 1935 - 3 faj
- Thorogobius Miller, 1969 - 4 faj
- Tigrigobius Fowler, 1931 - 12 faj
- Tomiyamichthys Smith, 1956 - 11 faj
- Trimma Jordan & Seale, 1906 - 82 faj
- Trimmatom Winterbottom & Emery, 1981 - 7 faj
- Tryssogobius Larson & Hoese, 2001 - 7 faj
- Valenciennea Bleeker, 1856 - 15 faj
- Vanderhorstia Smith, 1949 - 25 faj
- Vanneaugobius Brownell, 1978 - 3 faj
- Varicus Robins & Böhlke, 1961 - 3 faj
- Vomerogobius Gilbert, 1971 - 1 faj
  - Vomerogobius flavus Gilbert, 1971
- Wheelerigobius Miller, 1981 - 2 faj
- Yoga - 1 faj
  - Yoga pyrops (Whitley, 1954)
- Yongeichthys Whitley, 1932 - 3 faj
- Zebrus de Buen, 1930 - 1 faj
  - Zebrus zebrus (Risso, 1827)
- Zosterisessor Whitley, 1935 - 1 faj
  - kígyófejű géb (Zosterisessor ophiocephalus) (Pallas, 1814)